# Sašo Taljat
Sašo Taljat, slovenski kanuist, * 22. september 1989, Šempeter pri Gorici.
Sašo Taljat je za Slovenijo nastopil na kajakaškem in kanuističnem delu Poletnih olimpijskih iger 2012 v Londonu, kjer je v disciplini C2 slalom osvojil osmo mesto. Na Svetovnem prvenstvu 2009 v La Seu d'Urgellu je v isti disciplini osvojil bronasto medaljo, obakrat je nastopal z Lukom Božičem. Leta 2014 v Deep Creeku skupaj z Lukom Božičem osvojita naslov svetovnega prvaka.
Lovorike: 
Svetovno prvenstvo (člani, slalom, C-2) 
- 2014 Deep Creek /USA //1 mesto
- 2013 Praga /CZE //11 mesto
- 2011 Bratislava /SVK //5 mesto
- 2010 Ljubljana /SLO  //11 mesto
- 2009 La Seu d’Urgelle /ESP //3 mesto

Evropsko prvenstvo (člani, slalom, C-2)
- 2014 Dunaj /AUT //3 mesto
- 2013 Krakow /POL //14 mesto
- 2012 Augsburg /GER //22 mesto
- 2011 La Seu d’Urgelle /ESP //9 mesto
- 2010 Bratislava /SVK //8 mesto

Svetovni pokal (člani, slalom, C-2)
2014 
- London /GBR //1 mesto
- Ljubljana

/SLO //2 mesto                         
- Praga /CZE //3 mesto

2013 
- Cardiff /GBR //3 mesto
- La Seu d’Urgelle /ESP //3 mest
- Ljubljana /SLO //3 mesto

2012 
- Cardiff /GBR //2 mesto
- Prague /CZE //3 mesto